# Lakeside Stadium
Il Lakeside Stadium è un'arena sportiva australiana nel sobborgo di Albert Park a South Melbourne. Composto da una pista di atletica leggera e uno stadio di calcio, attualmente funge da campo di casa e base amministrativa per la squadra di calcio dell'associazione South Melbourne FC, Athletics Victoria, Athletics Australia, Victorian Institute of Sport e Australian Little Athletics.
La sede è stata costruita sul sito di un ex campo di football e cricket australiano, il Lakeside Oval (chiamato anche Lake Oval e South Melbourne Cricket Ground), che è servito per più di un secolo come campo di casa del South Melbourne Cricket Club, e in particolare come campo di casa del South Melbourne Football Club dal 1879-1915, 1917-1941 e 1947-1981, sebbene il football australiano fosse stato giocato nel sito dal 1869. Il campo è stato utilizzato anche per il calcio almeno dal 1883.